# Peba
A PebaSport - Fábrica de Artigos Desportivos, também conhecida simplesmente por Peba, é uma marca portuguesa cuja principal área de produção são equipamentos desportivos.
Está atualmente presente em vários mercados internationais, na Europa bem como em África. A empresa começou no mercado português - que hoje inclui várias localidades de Portugal Continental e dos arquipélagos - há mais de 20 anos.

## Produtos
Os principais produtos da Peba centram-se nas modalidades de futebol, basquetebol e ciclismo. Para além de equipamentos e fatos de treino, produz igualmente material de treino, bolas de futebol e sacos e malas desportivas.
Todos os produtos da marca são fabricados em Portugal. A Peba é, assim, uma das poucas marcas a nível europeu que fabrica a 100% os seus produtos no seu país de origem.
Exporta para diversos países, incluindo Andorra, Angola, Espanha, França, Suiça e Luxemburgo.

## Fornecimento e patrocínios

### Equipas
A Peba é atualmente a marca de equipamento de inúmeras equipas de futebol ou multidesportivas, principalmente portuguesas. É também a marca fornecedora de material desportivo da equipa andorrense FC Lusitanos, que conta já com participação na Liga Europa da UEFA.
Segue-se uma lista de algumas equipas cujo equipamento é da marca PebaSport: 
- Aboadela Futebol Clube
- Académico Amarante Sport Clube
- Amarante Futebol Clube
- Amigos - Grupo Desportivo Pinheiro
- Aparecida Futebol Clube
- Associação Cultural Desportiva e Recreativa Unidos da Torre
- Associação Desportiva de Lufrei
- Associação Desportiva de Maçorra
- Associação Desportiva de Várzea Futebol Clube
- Associação Desportiva e Recreativa de Vila Garcia
- Associação Desportiva Recreativa e Cultural Estradinha Futebol Clube
- Atlético Clube de Vila Meã
- Bustelo Futebol Clube
- Clube Futebol de Perosinho
- C.S.R.D.C. Santiago
- FC Lusitanos (Andorra)
- Futebol Clube da Lixa
- Futebol Clube de Felgueiras
- Futebol Clube do Marco
- Grupo Desportivo de Cerva
- Grupo Desportivo de Ribeira de Pena
- Mondinense Futebol Clube
- Sport Clube de Mateus
- Sport Clube Vila Real
- União Desportiva da Lomba
- União Desportiva São Mamede

### Eventos
A Peba apoia também eventos de desporto em várias modalidades. Um exemplo é o evento Douro Bike Race (em 2011).